# Город (роман, 2008)
«Город» (англ. City of Thieves — «город воров») — роман американского писателя Дэвида Бениоффа, в котором описываются приключения двух юношей во время Второй мировой войны в блокадном Ленинграде.

## Сюжет
Роман начинается как воспоминания русского эмигранта, живущего в настоящий момент во Флориде. В далеком прошлом, Лёв Бениофф живёт один в квартире в Кировском районе Ленинграда, так как его отца, поэта, недавно репрессировали, а его мать и сестра покинули осажденный город. Лев арестован за грабеж трупа пилота Люфтваффе и помещён в тюрьму Кресты, где он знакомится с Колей Власовым, молодым солдатом, арестованным за дезертирство.
Льва и Николая приводят к полковнику НКВД, который предлагает им сделку: если они принесут для предстоящей свадьбы дочери полковника десяток яиц — роскошь в осажденном городе, — то их освободят. Если же они не смогут, то потеряют жизни. Во время поиска яиц Лёв и Коля встречаются с очень разными жителями Ленинграда, в том числе людоедами, молодыми женщинами-рабынями нацистских офицеров, русскими партизанами. В конце концов Лёв и Коля вместе с несколькими другими русскими якобы сдаются в плен, убивают в плену офицера СС и получают тем самым необходимую дюжину яиц.

## История создания
Создание книги началось в 2000 году, к концу которого были готовы первая глава и краткое описание сюжета. Идея книги была представлена в издательство в 2001, однако сама книга вышла только спустя семь лет. Около 5 лет потребовалось для создания второй главы — было создано и отвергнуто множество вариантов, включая описание симфонического концерта в блокадном городе, на котором находится один из главных героев.
В 2001 году автор побывал в Санкт-Петербурге, в рамках журналистского задания по описанию поездки ряда американцев в поисках невест из России и с Украины. Днем он работал над статьей, а вечерами путешествовал в поисках реальных прототипов тех мест, о которых он собирался написать в книге. Он также побывал в двух музеях, посвященных блокаде, и разговаривал с жителями, пережившими её.
Дэвид признается, что во время создания книги, он читал «столько русской литературы, сколько это было возможно», включая «Мастера и Маргариту» М. Булгакова и «Войну и мир» Л. Толстого.
Несмотря на то, что роман открывается прологом, в персонажах которого мы узнаем автора и его дедушку, сюжет и обстоятельства романа полностью вымышлены, что признает и сам автор.

## Экранизация
По словам Бениоффа, к нему обращались агенты из Голливуда с предложениями о покупке прав на экранизацию, однако он отказался так как в будущем хочет снять эту картину сам: «я слишком долго писал эту историю и она стала слишком личной для меня».

## Культурное влияние
Книга оказала значительное художественное влияние на создателей видеоигры The Last of Us.